# Ada Adler

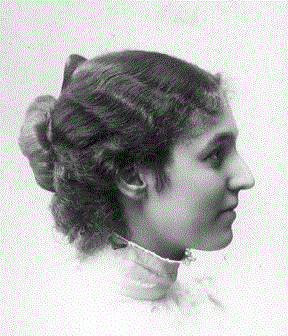
Ada Adler, um 1900

Ada Sara Adler (* 18. Februar 1878 in Frederiksberg; † 28. Dezember 1946 in Kopenhagen) war eine dänische Klassische Philologin.

## Lebensweg
Adlers Familie war jüdischer Herkunft: Ihre Eltern waren der Kaufmann Bertel David Adler (1851–1926) und Elise Johanne geb. Fraenckel (1852–1938). Ihre Tante väterlicherseits, Ellen Adler, war mit dem Mediziner Christian Bohr verheiratet. Der Physiker und Nobelpreisträger Niels Bohr war somit Ada Adlers Vetter.
Sie gehörte mit William Norvin und Hans Ræder zum Kreis um die bedeutenden dänischen Philologen Johan Ludvig Heiberg (1854–1928) und Anders Bjørn Drachmann (1860–1935), die ein großangelegtes Editionsvorhaben zur technischen Literatur der alten Griechen vorantrieben. Adlers wichtigste Leistung ist die kritische Edition des byzantinischen Lexikons Suda in fünf Bänden (Leipzig 1928–1938), die 1967–1971 nachgedruckt wurde und noch heute als Standardausgabe gilt. In diesem Zusammenhang führte sie auch das seitdem zur eindeutigen Bezeichnung von Suda-Artikeln verwendete System von Kennungen ein, die heute als Adler-Nummern bekannt sind.
Obwohl sie derselben Generation angehörte wie Margarete Bieber, die in Deutschland als erste Frau habilitiert und auf eine ordentliche Professur berufen wurde, strebte Ada Adler keine akademische Karriere an. Sie forschte als Privatgelehrte, hielt als Privatdozentin an der Universität Kopenhagen Lehrveranstaltungen ab und gab 1916 einen Katalog der dortigen griechischen Handschriften der Dänischen Königlichen Bibliothek heraus. Sie verfasste auch als eine der ersten Frauen Artikel für die Neubearbeitung von Paulys Realencyclopädie der classischen Altertumswissenschaft (RE) – insgesamt fast 200. Ihre Ausgabe des Etymologicum Genuinum blieb unvollendet und wurde nach ihrem Tod von Klaus Alpers in Hamburg fortgesetzt. 1931 wurde Adler mit dem Tagea Brandts Rejselegat ausgezeichnet. Während der Besatzung Dänemarks durch das Deutsche Reich im Zweiten Weltkrieg war Ada Adler als Jüdin gezwungen, im Oktober 1943 nach Schweden zu emigrieren. Nach Kriegsende kehrte sie nach Kopenhagen zurück.
Ab 1901 war Adler mit dem Philosophiedozenten Anton Thomsen (1877–1915) verheiratet. Die Ehe wurde 1912 geschieden.

## Veröffentlichungen
- Catalogue supplémentaire des manuscrits grecs de la Bibliothèque Royale de Copenhague. Kopenhagen 1916 (Digitalisat).
- D. G. Moldenhawer og hans Haandskriftsamling. Kopenhagen 1917.
- Den græske litteraturs skæbne i oldtid og middelalder. Kopenhagen 1920.
- als Herausgeberin: Suidae lexicon. 5 Bände. Teubner, Leipzig 1928–1938 (Nachdruck Leipzig 1994–2001).
  - Band 1: Α–Γ. 1928
  - Band 2: Δ–Θ. 1931
  - Band 3: Κ–Ο; Ω. 1933
  - Band 4: Π–Ψ. 1935
  - Band 5: Indices, Praefatio. 1938